# Sergio Oregel
Sergio Oregel Jr. (ur. 16 maja 2005 w Evergreen Park) – amerykański piłkarz pochodzenia meksykańskiego występujący na pozycji pomocnika, od 2022 roku zawodnik Chicago Fire.